# Sant Vicenç dels Horts
Sant Vicenç dels Horts település Spanyolországban, Barcelona tartományban. Lakosainak száma 28 568 fő (2024).

## Földrajza
Sant Vicenç dels Horts Torrelles de Llobregat, Pallejà, Molins de Rei, Sant Feliu de Llobregat, Santa Coloma de Cervelló, Cervelló és La Palma de Cervelló községekkel határos.

## Közlekedés
A település az FGC vasúttársaság Llobregat–Anoia-vasútvonala vonalán fekszik, melyen Barcelona is könnyedén megközelíthető.

## Testvértelepülések
- Banes

## Népesség
A település lakosságának változását az alábbi diagram mutatja:
| Lakosok száma | 426  | 1745 | 3112 | 5750 | 20 240 | 26 477 | 27 701 | 28 103 | 28 117 | 28 568 |
|               | 1717 | 1887 | 1936 | 1960 | 1986   | 2004   | 2009   | 2014   | 2019   | 2024   |